# Dasyerrus pilosus
Dasyerrus pilosus là một loài bọ cánh cứng trong họ Cerambycidae.